# گولداش
گولداش (به ترکی استانبولی: Goldaş) شرکت فلزات گران‌بهای ترکیه‌ای است، که در زمینه ساخت و فروش طلا، نقره، جواهرات و اشیای قیمتی، همچنین تجارت فلزات گران‌بها فعالیت می‌کند.
شرکت گولداش در سال ۱۹۹۳ توسط گروه یالینکایا تأسیس شد. دفتر مرکزی این شرکت در شهر استانبول، ترکیه قرار دارد و بخشی از سهام آن در بازارهای بورس استانبول و بورس فرانکفورت معامله می‌شود.